# Velika Trnava
Velika Trnava es una localidad de Croacia en el municipio de Hercegovac, condado de Bjelovar-Bilogora.

## Geografía
Se encuentra a una altitud de 139 m s. n. m. a 117 km de la capital nacional, Zagreb.

## Demografía
En el censo 2011, el total de población de la localidad fue de 298 habitantes.
| Gráfica de población de Velika Trnava 1857-2011                     |
|                                                                     |
| Según los censos de población de la oficina estadística de Croacia. |